# Ghosts ’n Goblins

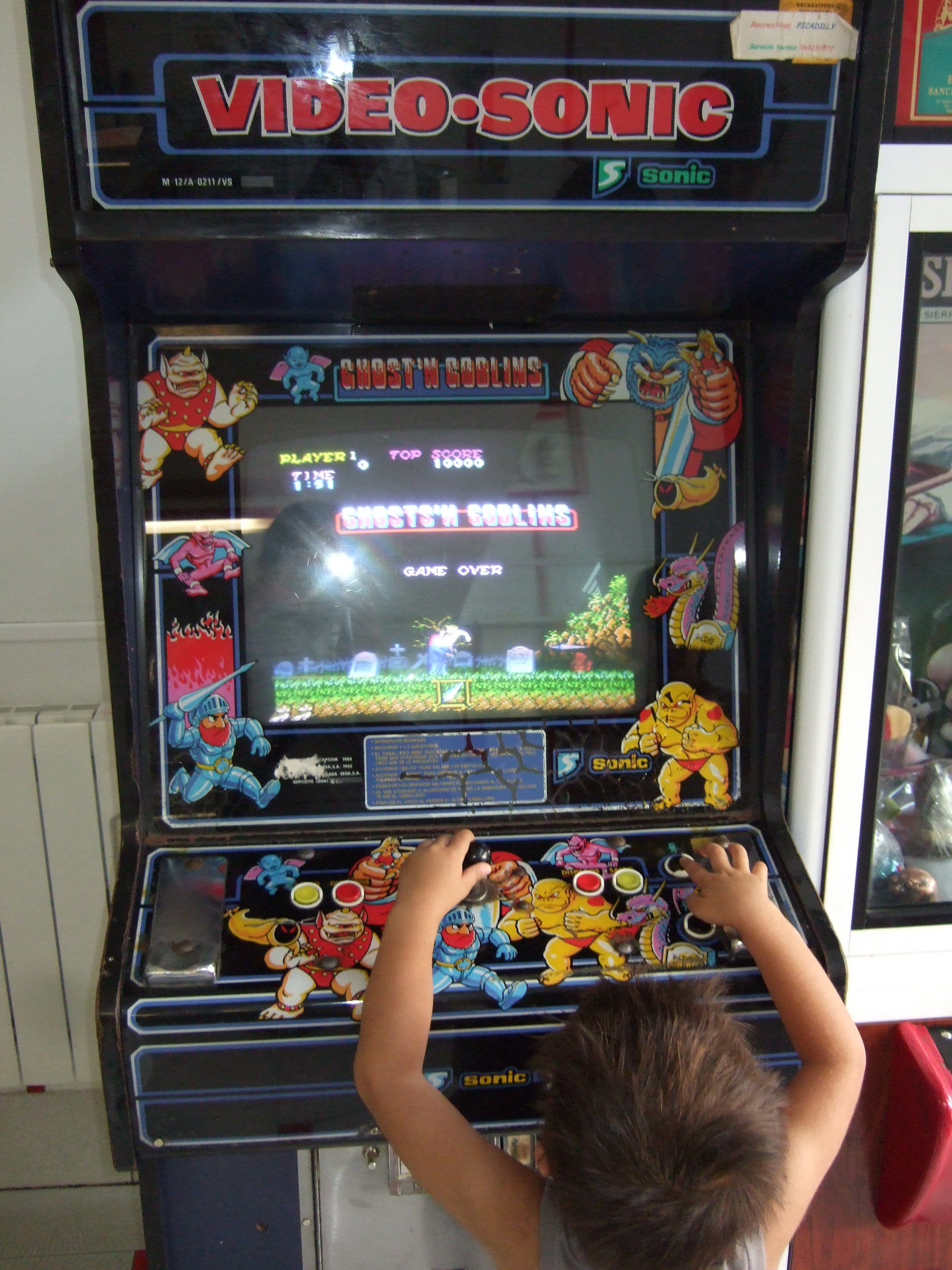
Ein Kind spielt an einem Ghosts-’n-Goblins-Arcade-Automaten.

Ghosts ’n Goblins (jap. 魔界村 Makaimura, „Dämonenweltdorf“) ist ein Arcade-Spiel, das 1985 von Capcom entwickelt wurde. Es war sehr erfolgreich und wurde für viele Heimcomputer, unter anderem für den Commodore 64, umgesetzt.

## Handlung
Der Spieler steuert den Ritter Arthur und muss eine Prinzessin befreien.

## Spielprinzip und Technik
Ghosts ’n Goblins ist ein Spiel des Genres Jump ’n’ Run (Plattformspiel). Gespielt wird genretypisch von links nach rechts. Der Spieler muss Gegner vernichten oder ihnen ausweichen und Hindernisse überwinden, meist in Form von Abgründen, Leitern oder Plattformen, von denen sich manche horizontal, andere auf und ab bewegen. Arthur hat zu Beginn drei Leben (fünf auf dem C64, sechs in der Amiga-Version), er verliert nach Berührung durch Gegner oder Treffer ihrer Geschosse zuerst seine Rüstung, er steht dann in Unterhose da. Erst ein erneuter Treffer oder eine Feindberührung tötet Arthur und zieht ihm ein Leben ab. Der Absturz in einen Abgrund, falls man eine Plattform verfehlt oder in einen See stürzt, wird durch den sofortigen Tod und auch hier mit Abzug eines Lebens bestraft.
Das Spiel beginnt auf einem Friedhof, wo Zombies unerwartet aus dem Boden steigen und umherlaufen. Weitere Gegner im Verlauf des Spiels sind unter anderem Fledermäuse, Harpyien, Golems, Irrlichter, Krähen, fliegende Teufelchen und Kobolde. Die einzig unbeweglichen Gegner sind Kanonenkugeln spuckende Pflanzen und mannshohe Kanonentürmchen. Am Ende der einzelnen Level sind verschiedene Endgegner wie Riesen oder Drachen zu besiegen.
Manche Gegner tragen Säcke mit sich. Sobald sie verschwinden oder getötet werden, fällt der Sack auf den Boden und offenbart seinen Inhalt: Bonuspunkte oder eine andere Waffe als die aktuelle. Bei den Waffen kann es sich um Lanze, Fackeln, Messer, Äxte oder Schilde handeln. Arthur kann immer nur eine dieser fünf Wurfwaffen  mit sich führen. Er erhält dabei einen unendlichen Vorrat, steht also nach dem Schleudern der Waffe nie unbewaffnet da. Die Waffe verpufft, sobald sie auf einen Gegner oder ein Hindernis trifft. Für den Schild gilt dies nicht: Er kann mehrere Gegner hintereinander zugleich treffen und durchquert alle Hindernisse.

## Entwicklungs- und Veröffentlichungsgeschichte
Das Spiel wurde von Elite Systems 1986 für den Commodore 64 umgesetzt. Die C64-Version unterscheidet sich von der Arcade-Version unter anderem dadurch, dass nicht alle Levels enthalten sind und die neue SID-Musik von Mark Cooksey. Elite Systems veröffentlichte auch eine Umsetzung für die Commodore-264-Serie, die, da sie auch auf dem leistungsschwächsten Computer der Serie, dem Commodore 16, laufen musste, sehr vereinfacht war (unter anderem nur zwei Levels, keine Musik, vereinfachtes Gameplay).
2006 erschien eine neu aufgemachte Version unter dem Namen „Ultimate Ghosts ’n Goblins“ für Sonys PSP.

## Rezeption
Die deutsche ASM notierte in Bezug auf eine Vorabversion des Spiels „ausgezeichnete Graphic [sic] und [...] interessanten Spielverlauf“. Die Happy Computer bezeichnete Ghosts ’n Goblins als „eine der besten Automaten-Umsetzungen aller Zeiten und ein kleines Meisterwerk der Programmierkunst“. Es biete farbenfrohe und detailreiche Grafik sowie ein abwechslungsreiches Gameplay. Kritisiert wurde die prinzipiell eher simple Spielidee sowie plötzlich auftauchende Gegner, die ein Ausweichen mitunter unmöglich machten.
Ghosts ’n Goblins wird von vielen Kritikern als eines der schwersten Spiele überhaupt bezeichnet. Game Director Tokuro Fujiwara erklärte in einem Interview, dass der Schwierigkeitsgrad der NES-Portierung im Vergleich zur originalen Arcade-Version, die bereits als sehr schwer galt, erhöht wurde, weil viele Spieler das originale Arcadespiel bereits kannten.